# 허쉘 버나디

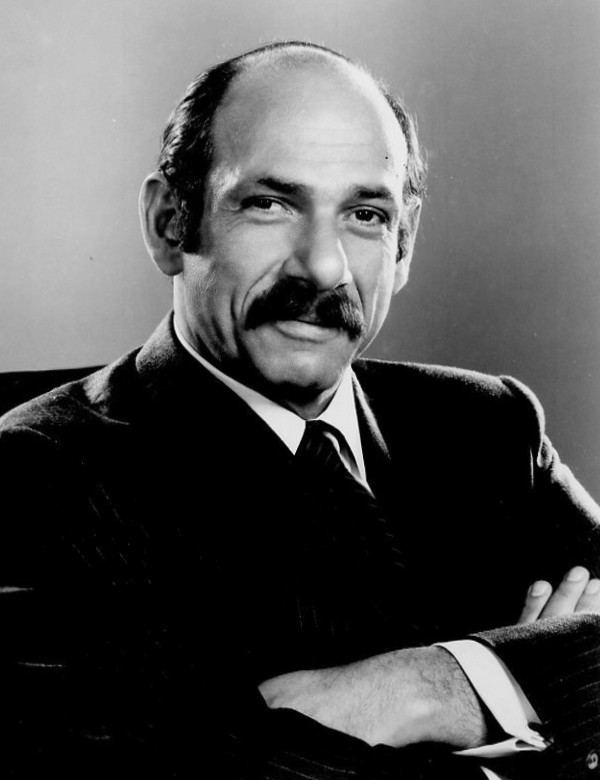

허쉘 버나디(Herschel Bernardi, 1923년 10월 30일 ~ 1986년 5월 9일)는 미국의 연극 배우, 영화배우, 텔레비전 배우, 성우이다.
뉴욕에서 태어났으며 로스앤젤레스에서 사망하였다. 사인은 심근 경색이다.

## 방송
- 피터 건

## 영화
- 무적의 아이맨 (1986년)
- 노 디퍼짓, 노 리턴 (1976년) - Sgt. 터너 역
- 프론트 (1976년)
- 야곱과 요셉 (1974년) - 라반 역
- 오즈의 마법사 2 (1974년)
- 도망자 (1963년)
- 당신에게 오늘 밤을 (1963년)
- 러브 위드 더 프로퍼 스트레인저 (1963년)
- 세비지 아이 (1960년)
- 고인돌 가족 플린스톤 (1960년)
- 추격 (1959년)
- 1001 아라비안 나이트  (1959년)
- 살인청부 (1958년)
- 피터 건 (1958년)